# Bernard Lee
Pour les articles homonymes, voir Lee.
Bernard Lee, né le 10 janvier 1908 à Londres et mort le 16 janvier 1981 à la suite d'un cancer, est un acteur britannique. 

## Biographie
Bernard Lee fit ses premiers pas sur scène à l'âge de six ans, au music-hall, dans un sketch aux côtés de son père. Puis, il travaille à Southampton, comme vendeur de fruits et légumes, avant de s'inscrire à la Royal Academy of Dramatics Arts.
En 1928, il débuta sur scène à Londres et effectua ensuite de nombreuses tournées théâtrales.
Il apparut au cinéma en 1935 dans The River House Mystery. Pendant la Seconde Guerre mondiale, il se distingua dans la 8e armée.
Dès qu'il fut libéré de ses obligations militaires, il revint au théâtre et au cinéma.
Au cours d'une carrière prolifique, Bernard Lee, l'une des figures les plus en vue du cinéma britannique, a tenu de nombreux rôles militaires, de diplomates, de policiers et d'espions.
Il tourna, entre autres, dans Le Troisième Homme de Carol Reed (1949) et Plus fort que le diable de John Huston (1953). Pourtant, c'est son interprétation de M, dans 11 films de James Bond, qui marqua le plus les cinéphiles du monde entier.
Au contraire de M, personnage sévère et autoritaire, Bernard Lee est un homme joyeux et léger, qui aime la bonne bière, le jazz, le piano et la chanson.
À la fin des années 1970, la femme de Bernard Lee meurt dans l'incendie qui détruit leur maison d'Isleworth et Middlesex. Après cette tragédie, l'état de santé de l'acteur se dégrade et ne cesse d'empirer. Il est toutefois engagé pour jouer une nouvelle fois M, dans Rien que pour vos yeux. Mais incapable de jouer pour raisons de santé, son personnage n'apparaît pas dans ce film. Bernard Lee meurt avant la fin du tournage.
Il est le grand-père de Jonny Lee Miller, acteur britannique qui joua notamment dans Trainspotting et premier mari d'Angelina Jolie.

## Filmographie

### Cinéma
- 1934 : The Double Event de Leslie Howard Gordon
- 1935 : The River House Mystery de Fraser Foulsham
- 1936 : Rhodes of Africa de Berthold Viertel
- 1937 : The Black Tulip de Alex Bryce
- 1938 : The Terror de Richard Bird
- 1939 : The Outsider de Paul L. Stein
- 1939 : Murder in Soho de Norman Lee
- 1939 : The Frozen Limits de Marcel Varnel
- 1940 : Let George do it de Marcel Varnel
- 1940 : Spare a Copper de John Paddy Carstairs
- 1941 : Once a Crook de Herbert Mason
- 1946 : This Man is Mine de Marcel Varnel
- 1947 : The Courtneys of Curzon Street de Herbert Wilcox
- 1947 : Dusty Bates de Darrell Catling
- 1948 : The Fallen Idol de Carol Reed
- 1948 : Elizabeth of Ladymead de Herbert Wilcox
- 1949 : Quartet de Arthur Crabtree
- 1949 : Le Troisième Homme (The Third Man), de Carol Reed
- 1950 : The Blue Lamp de Basil Dearden
- 1950 : Morning Departure de Roy Baker
- 1950 : La Cage d'or (Cage of Gold) de Basil Dearden
- 1950 : Odette de Herbert Wilcox
- 1950 : Last Holiday de Henry Cass
- 1951 : The Adventurers de David MacDonald
- 1951 : White Corridors de Pat Jackson
- 1951 : Appointment with Venus de Ralph Thomas
- 1951 : Le Retour de Bulldog Drummond (Calling Bulldog Drummond), de Victor Saville
- 1951 : Mr. Denning Drives North de Anthony Kimmins
- 1952 : Commando sur Saint-Nazaire (Gift Horse), de Compton Bennett
- 1953 : Single-Handed de Roy Boulting
- 1953 : The Yellow Balloon de Jack Lee Thompson
- 1953 : Plus fort que le diable (Beat the Devil), de John Huston
- 1954 : Casaque arc-en-ciel de Basil Dearden
- 1954 : Détective du bon Dieu (Father Brown), de Robert Hamer
- 1954 : Crest the Wave de Roy Boulting
- 1954 : La Flamme pourpre (The Purple Rain), de Robert Parrish
- 1955 : Out of the Clouds de Basil Dearden
- 1955 : The Ship That Died of Shame de Basil Dearden
- 1956 : (La Bataille du Rio de la Plata) The Battle of the River Plate de Michael Powell
- 1956 : The Spanish Gardener de Philip Leacock
- 1956 : High Flight de John Gilling
- 1957 : Fire Down Below ( l’enfer des tropiques) de Robert Parrish
- 1957 : Across the Bridge de Ken Annakin
- 1958 : La Clef (The Key) de Carol Reed
- 1958 : Dunkerque ( Dunkirk ) de Leslie Norman
- 1958 : Nowhere to go de Seth Holt
- 1958 : The Man Upstairs de Don Chaffey
- 1959 : Fils de forçat (Beyond This Place), de Jack Cardiff
- 1959 : Danger Within de Don Chaffey
- 1960 : L'Enlèvement de David Balfour (Kidnapped), de Robert Stevenson : le capitaine Hoseason
- 1960 : Le Silence de la colère (The Angry Silence) de Guy Green
- 1960 : The Clue of the Twisted Candle de Allan Davis
- 1961 : Scotland Yard contre X (The Secret Partner) de Basil Dearden : le superintendant Frank Hanbury
- 1961 : Les Pirates de la nuit (Fury at Smugglers's) de John Gilling : Black John
- 1961 : Cone fo Silence de Charles Frend
- 1961 : Whistle Down the Wind de Bryan Forbes
- 1961 : Partners in Crime de Peter Duffell
- 1962 : James Bond 007 contre Dr. No (Dr. No), de Terence Young : M
- 1962 : Vengeance de Freddie Francis
- 1962 : La Chambre indiscrète (The L-Shaped Room) de Bryan Forbes
- 1962 : Scotland Yard Takes Revenge de Gerard Glaister
- 1962 : The Share Out de Gerard Glaister
- 1963 : Bons baisers de Russie (From Russia with Love), de Terence Young : M
- 1963 : Two Left Feet de Roy Baker
- 1963 : Ring of Spies de Robert Tronson
- 1963 : A Place to Go de Basil Dearden
- 1964 : Goldfinger, de Guy Hamilton : M
- 1964 : Saturday Night Out, de Robert Hartford-Davis : George Hudson
- 1965 : Opération Tonnerre (Thunderball), de Terence Young : M
- 1965 : L'Espion qui venait du froid de Martin Ritt : l'épicier
- 1965 : Le Train des épouvantes (Dr. Terror's House of Horrors), de Freddie Francis : Hopkins, le ministre de l'intérieur dans le sketch "la vigne mutante"
- 1966 : The Legend of Young Dick Turpin
- 1967 : On ne vit que deux fois (You Only Live Twice), de Lewis Gilbert : M
- 1968 : Journey into Midnight de Roy Ward Baker et Alan Gibson
- 1969 : Au service secret de Sa Majesté (On Her Majesty's Secret Service), de Peter Hunt : M
- 1969 : Crossplot de Alvin Rakoff
- 1970 : The Raging Moon de Bryan Forbes
- 1970 : Dulcima de Frank Nesbitt
- 1971 : Les diamants sont éternels (Diamonds are forever), de Guy Hamilton : M
- 1971 : Danger Point de John Davis
- 1973 : Vivre et laisser mourir (Live and Let Die), de Guy Hamilton : M
- 1974 : L'Homme au pistolet d'or (The Man with the Golden Gun), de Guy Hamilton : M
- 1974 : Percy's Progress de Ralph Thomas
- 1974 : Frankenstein et le monstre de l'enfer (Frankenstein and the Monster from Hell), de Terence Fisher : Tarmut
- 1975 : Bons Baisers de Hong Kong, d'Yvan Chiffre : M
- 1977 : L'Espion qui m'aimait (The Spy who loved me), de Lewis Gilbert : M
- 1979 : Moonraker, de Lewis Gilbert : M

### Télévision
- 1966: Destination Danger (Danger Man): Qu'est-il arrivé à George Foster et The man with the foot
- 1966: Alias le Baron (the Baron): Masquerade (épisode en deux parties)
- 1967: L'homme à la Valise (Man in a suitcase): la Fille qui n'a jamais été
- 1969 : Les Champions (The Champions) : Épisode 21, The Body Snatchers
- 1970 : Amicalement vôtre (The Persuaders) : Quelqu'un dans mon Genre (Someone Like Me), de Roy Ward Baker : Sam Milford

## Voix françaises
- Serge Nadaud dans :
  - Les Pirates de la nuit
  - James Bond contre Docteur No
  - Bons baisers de Russie
  - Goldfinger
  - Opération Tonnerre
  - On ne vit que deux fois
  - Les Diamants sont éternels
  - L'Homme au pistolet d'or

- Claude Péran dans :
  - La Bataille du Rio de la Plata
  - La Clef

- Raymond Loyer dans  :
  - Le Troisième Homme
  - Les Champions (série télévisée)

- Jean Brunel dans :
  - L'Espion qui m'aimait
  - Moonraker

et aussi :
- Jean Brochard dans La Flamme pourpre
- Louis Arbessier dans Scotland Yard contre X
- Fernand Fabre dans Au service secret de Sa Majesté
- Jacques Beauchey dans Amicalement vôtre (série télévisée)
- Jean-Henri Chambois dans Vivre et laisser mourir